# Parti social-chrétien (non unitaire)
Pour les articles homonymes, voir Parti social-chrétien et CDH.
 (novembre 2024).
 (juin 2025).
La mise en forme du texte ne suit pas les recommandations de Wikipédia : il faut le « wikifier ».
Les points d'amélioration suivants sont les cas les plus fréquents :
- Les titres sont pré-formatés par le logiciel. Ils ne sont ni en capitales, ni en gras.
- Le texte ne doit pas être écrit en capitales (les noms de famille non plus), ni en gras, ni en italique, ni en « petit »…
- Le gras n'est utilisé que pour surligner le titre de l'article dans l'introduction, une seule fois.
- L'italique est rarement utilisé : mots en langue étrangère, titres d'œuvres, noms de bateaux, etc.
- Les citations ne sont pas en italique mais en corps de texte normal. Elles sont entourées par des guillemets français : « et ».
- Les listes à puces sont à éviter, des paragraphes rédigés étant largement préférés. Les tableaux sont à réserver à la présentation de données structurées (résultats, etc.).
- Les appels de note de bas de page (petits chiffres en exposant, introduits par l'outil «  Source ») sont à placer entre la fin de phrase et le point final[comme ça].
- Les liens internes (vers d'autres articles de Wikipédia) sont à choisir avec parcimonie. Créez des liens vers des articles approfondissant le sujet. Les termes génériques sans rapport avec le sujet sont à éviter, ainsi que les répétitions de liens vers un même terme.
- Les liens externes sont à placer uniquement dans une section « Liens externes », à la fin de l'article. Ces liens sont à choisir avec parcimonie suivant les règles définies. Si un lien sert de source à l'article, son insertion dans le texte est à faire par les notes de bas de page.
- La présentation des références doit suivre les conventions bibliographiques. Il est recommandé d'utiliser les modèles {{Ouvrage}}, {{Chapitre}}, {{Article}}, {{Lien web}} et/ou {{Bibliographie}}. Le mode d'édition visuel peut mettre en forme automatiquement les références.
- Insérer une infobox (cadre d'informations à droite) n'est pas obligatoire pour parachever la mise en page.

Pour une aide détaillée, merci de consulter Aide:Wikification.
Si vous pensez que ces points ont été résolus, vous pouvez retirer ce bandeau et améliorer la mise en forme d'un autre article.
le Parti social-chrétien ou PSC, est un ancien parti politique démocrate-chrétien belge, fondé en 1968 et classé au centre de l'échiquier politique.

## Histoire
Le PSC est issu de la scission du PSC-CVP unitaire en une aile francophone et une aile néerlandophone à la suite de l'affaire de Louvain. La crise de Louvain de 1968, née de la volonté flamande d'expulser la section francophone de l'université catholique de Louvain, conduit en effet le PSC à s'imposer comme parti francophone autonome. Depuis 1972, le PSC et le CVP sont deux partis totalement indépendants.
Depuis qu'il est autonome, le PSC s'affirme comme un parti au fonctionnement démocratique. En 1969, le PSC est le premier parti belge à introduire l'élection de son président national, de ses présidents d'arrondissements et de ses présidents de sections locales au suffrage universel de l'ensemble de ses membres. Le PSC ne cesse de renforcer la démocratie interne en organisant de nombreux débats largement ouverts sur les problèmes d'actualité et en consacrant des efforts importants à la formation de ses responsables.[réf. nécessaire]
Jusque dans les années 90, le PSC est le pivot des coalitions gouvernementales avec un score situé généralement entre 20 et 25 %.
Paul Wynants estime qu'au terme des années 1990, le parti « a largement manqué sa déconfessionnalisation, pourtant annoncée dès 1945 ». Ses cadres, son noyau d’électeurs fidèles se caractérisent, selon lui, par leur proximité avec le catholicisme, alors que l’influence de ce courant diminue dans la société du fait de la sécularisation. Au regard des jeunes générations, il est porteur d’une image désuète, faute d’avoir suffisamment adapté son message aux nouveaux enjeux idéologiques.
Pendant des décennies, le PSC a été le canal électoral du réseau institutionnel catholique. Il défend et promeut les intérêts de ce pilier dans divers secteurs d’activités, comme l’enseignement, la santé, la culture, l’action sociale ou la coopération au développement. Néanmoins, progressivement, certaines de ses composantes ont évolué au point d’abandonner toute référence chrétienne. Afin d’assurer la permanence du christianisme social au pouvoir, le parti est demeuré dans une position contrale sur l’échiquier politique : « avec l’appui des chrétiens démocrates flamands, celle-ci consiste à choisir des partenaires de majorité successifs, en pratiquant un jeu de bascule entre libéraux et socialistes. » Si ce positionnement est avantageux en termes d’influence, il génère, toutefois, un déficit d’image : « le PSC donne l’impression d’incarner un « centre mou », qui se dilate vers le centre-gauche ou vers le centre-droit selon les opportunités ».
Aux élections régionales et législatives de 1999, le parti connaît de très mauvais résultats lors des différents scrutins. Pour la première fois depuis 1958, il est totalement écarté du pouvoir, tant à l’échelon fédéral que dans les différentes entités fédérées. Cette crise est en partie due à deux faits externes, mais extrêmement médiatisés : l'affaire Dutroux et la crise de la dioxine. Joëlle Milquet devient la nouvelle présidente du PSC. Le 9 juin 2001, le congrès du PSC approuve la Charte de l'Humanisme.